# Pablo Amorsolo
Pablo Amorsolo Cueto (Daet, Camarines Norte, 26 de junio de 1898 – Antipolo, 21 de febrero de 1945) fue un pintor filipino, hermano del también pintor Fernando Amorsolo, ambos descendientes de una saga de pintores.

## Biografía
Pablo Amorsolo, como su hermano Fernando, se introdujo en el mundo de la pintura de mano del pintor Fabián de la Rosa Cueto, que era primo de su madre y en cuyo estudio entraron ambos como aprendices. Su padre era el bibliotecario Pedro Amorsolo y su madre Bonifacia Cueto Vélez. Cuando sólo tenía 8 años, su familia se mudó a Manila.
Falleció fusilado por guerrilleros durante la Segunda Guerra Mundial en la localidad de Antipolo, Rizal, en 1945.

## Formación académica
Tras haber asistido al estudio de su tío Fabián de la Rosa, y también al igual que su hermano mayor Fernando, asistió a la Escuela de Arte del Liceo de Manila y posteriormente ingresó en la Escuela de Bellas Artes de la Universidad de Filipinas, donde también trabajaba su tío y donde dos años después a él mismo se le ofreció un puesto de profesor, que ocupó hasta la llegada de los japoneses en la Segunda Guerra Mundial.

## Carrera profesional
Amorsolo era un gran admirador tanto de la pintura clásica como de la contemporánea y durante la década de 1930 realizó una prolífica labor ilustradora para la prensa y el mundo editorial en general, por ejemplo para revistas como Graphic, Tribune, La Vanguardia, Herald o Manila Times.  Fue un estupendo retratista que inmortalizó a gente de toda clase social. En este campo documentó la historia de su país, con cuadros comoMagellan y Natives o El descubrimiento de las Filipinas (1944)
Por desgracia, la mayor parte de su obra se perdió en los incendios provocados por la guerra en 1945.

## Cuadros (selección)
- Ferdinand Magellan and Natives
- 1930. Piro, óleo sobre lienzol (183 x 138 cm)[5]
- 1945 El descubrimiento de las Filipinas